# یانگ انیمال
یانگ انیمال (ژاپنی: ヤングアニマル هپبورن: Yangu Animaru) نام یک مجله سینن مانگای ژاپنی است که توسط انتشارات هاکوسنشا از سال ۱۹۹۲ در دومین و چهارمین جمعه هر ماه به چاپ می‌رسد.

## مجموعه‌های مانگا
- ایر مستر
- برزرک
- بیماری منتهی به مرگ
- دیترویت متال سیتی
- دزرت رز
- هانی‌مون سالاد
- کیمی‌کیس
- نانا و کائورو
- فوتاری اچی
- ماوس[۱]